# Rådhusvin
Rådhusvin (Parthenocissus tricuspidata) är en klättrande växt inom vildvinsläktet. Den har treflikiga blad som får en orangeröd höstfärg. Växten klättrar genom att suga sig fast på underlaget och kan bli uppemot 18 meter hög. Rådhusvinet trivs i sol eller halvskugga.

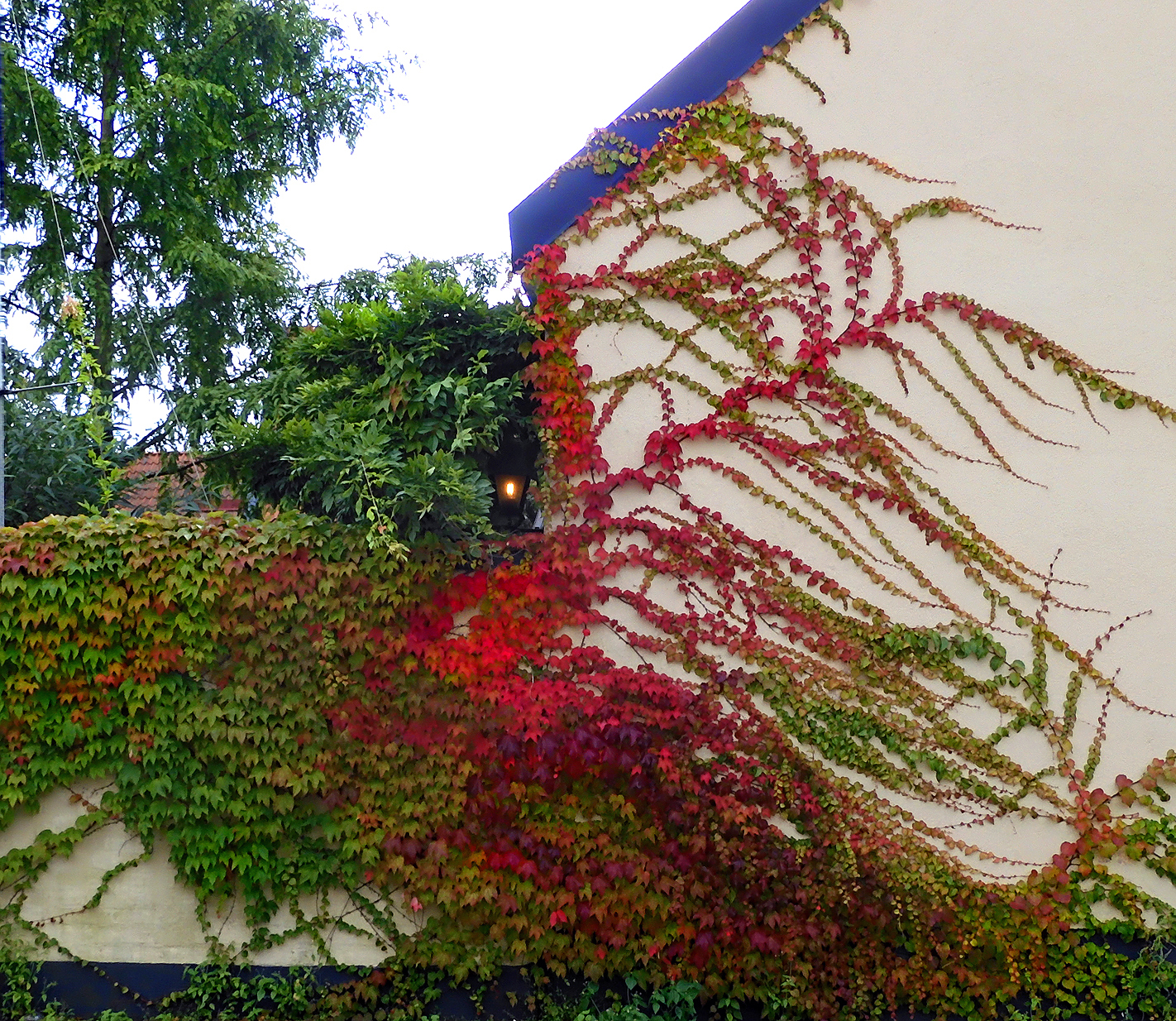
Rådhusvin i september.